# شانون بريغز
شانون بريغز (بالإنجليزية: Shannon Briggs) مواليد 4 ديسمبر 1971 في بروكلين، نيويورك، نيويورك، الولايات المتحدة، هو ملاكم أمريكي يصنف ضمن فئة الوزن الثقيل. حقق بطولة منظمة الملاكمة العالمية.

## إحصائيات
خاض خلال مسيرته 67 نزالا، فاز في 59 وتعادل في 1 وخسر في 6. فاز بالضربة القاضية في 52 نزالا.

## وصلات خارجية
- شانون بريغز على موقع IMDb (الإنجليزية)
- شانون بريغز على موقع قاعدة بيانات الفيلم (الإنجليزية)
- شانون بريغز على موقع بوكس ريك (الإنجليزية) (registration required)

- الموقع الرسمي